# Филимонов, Василий Васильевич
Филимонов Василий Васильевич (27.03.1847 — 7.02.1907) — русский военачальник, генерал-майор артиллерии. Участник Русско-турецкой войны (1877—1878). Сын Василия Семёновича, брат Семёна Васильевича Филимоновых.

## Биография
Родился 27 марта 1847 в семье военного из дворян Смоленской губернии.
Учебу проходил в Первой Санкт-Петербургской военной гимназии и Первом военном Павловском училище. После прохождения учебы определен в Санкт-Петербургский гренадерский полк.
Участвовал в Русско-турецкой войне 1877—1878 гг.
Православный. Женат, двое детей (одна из них дочь).
Умер от паралича сердца. Похоронен на Нижегородском Петропавловском кладбище.

## Чины
- подпоручик (произведен в офицеры) — 17.07.1867;
- поручик — 30.08.1871;
- подпоручик артиллерии — 5.03.1872;
- поручик — 6.11.1872;
- подпоручик гвардии — 23.04.1873;
- поручик — 13.04.1875;
- штабс-капитан — 6.01.1879;
- капитан — 20.08.1887;
- полковник — 30.08.1893
- генерал-майор — 22.01.1902.

## Карьера
- в службу вступил — 25.08.1865;
- командир полубатареи — 5 л. 2 мес.;
- командир 5-й батареи 3-й гвардейской артиллерийской бригады — 7.05.1893-25.11.1897;
- командир 2-го дивизиона 26-й артиллерийской бригады — 25.11.1897-22.01.1902;
- командир 1-й запасной артиллерийской бригады — с 22.01.1902.

## Награды
- орден Св. Владимира 4-й ст. с мечами и бантом (1878), 3-й ст. (1895)
- орден Св. Анны 3-й ст. с мечами и бантом (1878), 2-й ст. (1883)
- орден Св. Станислава 3-й ст. (1875), 2-й ст. с мечами (1878), 1-й ст. (1906)
- Румынский железный крест (иностранная) (1878)